# Tomasz Merta
Tomasz Adam Merta (ur. 7 listopada 1965 w Legnicy, zm. 10 kwietnia 2010 w Smoleńsku) – polski urzędnik państwowy, historyk myśli politycznej i publicysta, w latach 2005–2010 podsekretarz stanu w Ministerstwie Kultury i Dziedzictwa Narodowego i generalny konserwator zabytków.

## Życiorys
Absolwent IV Liceum Ogólnokształcącego im. Hanki Sawickiej w Kielcach. Ukończył następnie studia w zakresie filologii polskiej na Wydziale Polonistyki Uniwersytetu Warszawskiego, studia podyplomowe Szkoły Nauk Społecznych przy Instytucie Filozofii i Socjologii Polskiej Akademii Nauk. Pisał doktorat na Wydziale Stosowanych Nauk Społecznych UW.
W latach 1996–1998 pracował jako asystent w Instytucie Stosowanych Nauk Społecznych UW. Od 1996 do 1999 wchodził w skład zespołu redakcyjnego pisma „Res Publica Nowa”. W latach 1996–2000 był polskim korespondentem „East European Constitutional Review”, następnie do 2002 zajmował stanowisko redaktora naczelnego „Kwartalnika Konserwatywnego”. Był członkiem Warszawskiego Klubu Krytyki Politycznej założonego po wyborach prezydenckich w 1995 roku przez środowiska prawicowe.
W latach 2000–2001 pełnił funkcję doradcy ministra kultury i dziedzictwa narodowego Kazimierza Michała Ujazdowskiego. Od 2001 do 2002 był dyrektorem Instytutu Dziedzictwa Narodowego.
Należał do współautorów programu Prawa i Sprawiedliwości w dziedzinie kultury. Zasiadał w radzie „IV Rzeczypospolitej”. W 2005 należał do Honorowego Komitetu Poparcia Lecha Kaczyńskiego w wyborach prezydenckich.
Związany ze środowiskiem Ośrodka Myśli Politycznej w Krakowie, a także z ruchem Opus Dei. Współautor i współredaktor książek publicystycznych W obronie zdrowego rozsądku (2000) oraz Pamięć i odpowiedzialność (2005). Publikował także m.in. w „Znaku”, „Życiu”, „Rzeczpospolitej”, „Gazecie Wyborczej”, „Przeglądzie Politycznym”, „Więzi”, „Newsweeku” i „Ozonie”. Konsultant merytoryczny w Centrum Edukacji Obywatelskiej, współautor programów nauczania i podręczników m.in. do wiedzy o społeczeństwie, historii i przedsiębiorczości oraz metodycznych poradników dla nauczycieli.
4 listopada 2005 został powołany na stanowiska podsekretarza stanu w Ministerstwie Kultury i Dziedzictwa Narodowego oraz generalnego konserwatora zabytków. Po utworzeniu nowego rządu 16 listopada 2007 pozostał na tych stanowiskach.
Zginął 10 kwietnia 2010 w katastrofie polskiego samolotu Tu-154M w Smoleńsku w drodze na obchody 70. rocznicy zbrodni katyńskiej. 20 kwietnia 2010 został pochowany na cmentarzu parafii św. Zofii Barat w Warszawie. Jego ciało zostało ekshumowane 24 listopada 2016 w związku z prowadzonym w Prokuraturze Krajowej śledztwem w sprawie katastrofy smoleńskiej. Został ponownie pochowany w grudniu tego samego roku.

## Odznaczenia, wyróżnienia i upamiętnienie
16 kwietnia 2010 pośmiertnie odznaczono go Krzyżem Komandorskim z Gwiazdą Orderu Odrodzenia Polski, a także pośmiertnie złotą Glorią Artis i Medalem Komisji Edukacji Narodowej. Tego samego dnia Sejmik Województwa Dolnośląskiego nadał mu tytuł honorowego obywatela Dolnego Śląska.
Tomaszowi Mercie poświęcono biografię literacką autorstwa Beaty Mikluszki i Łukasza Perzyny Poeta na urzędzie (Wyd. Akces, Warszawa 2011), zawierającą relacje m.in. Kazimierza Michała Ujazdowskiego, Bogdana Zdrojewskiego i Marka Cichockiego. „Teologia Polityczna” i Muzeum Historii Polski w Warszawie wydały Nieodzowność konserwatyzmu. Księgę pamięci Tomasza Merty oraz Nieodzowność konserwatyzmu. Pisma wybrane. Pośmiertnie przyznano mu Nagrodę Literacką im. Józefa Mackiewicza (2012, za książkę Nieodzowność konserwatyzmu. Pisma wybrane) oraz nagrodę Kustosz Pamięci Narodowej (2013).
W 2022 jego imieniem nazwano salę konferencyjną w budynku Ministerstwa Kultury i Dziedzictwa Narodowego w Warszawie.

## Życie prywatne
Syn Januariusza i Marianny. Był żonaty z Magdaleną Pietrzak-Mertą. Mieli trzy córki.